# Malvaviscus arboreus
Malvaviscus arboreus es una especie de arbusto perteneciente a la familia Malvaceae, es originaria del sudeste de los Estados Unidos, México, Centroamérica, y Sudamérica. 

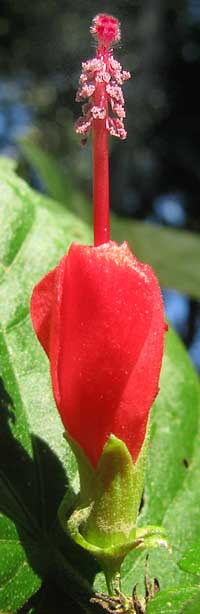
Detalle de la flor

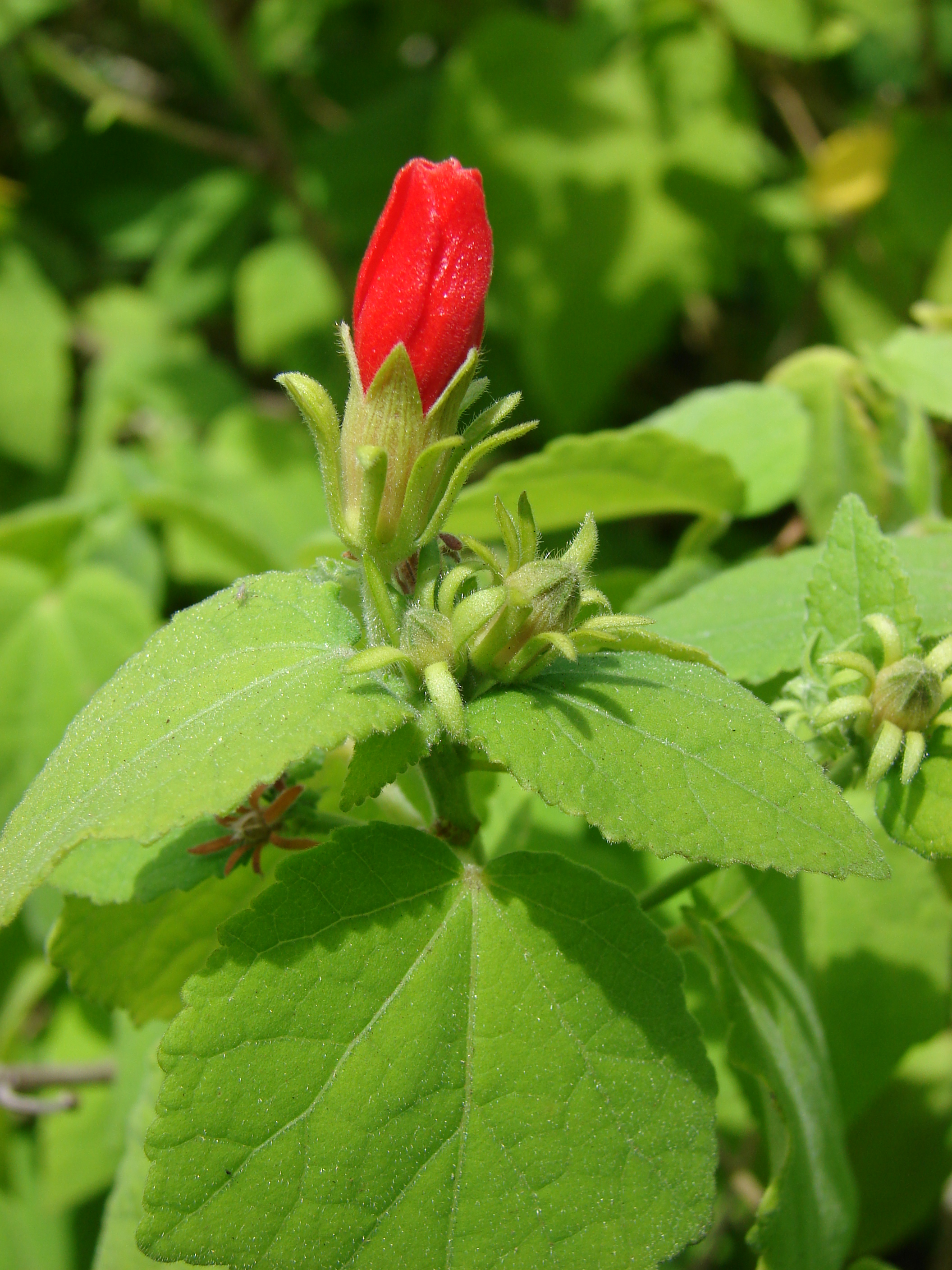
Vista de la planta

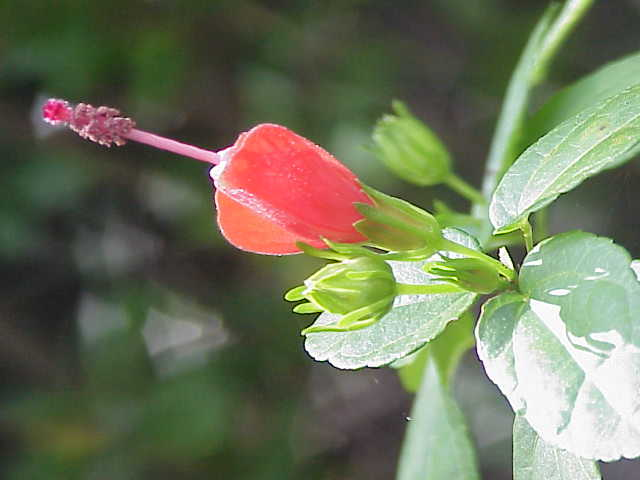
Detalle de la planta

## Descripción
Es un arbusto que alcanza un tamaño de 1.50 a 3 m de altura. Las hojas son más anchas en las base o en forma de corazón y el borde tiene dientes suaves o marcados y cubiertos de pelos estrellados. Las flores brotan en la unión de la hoja con el tallo, son de color rojo, de 3 a 6 cm de largo y con los estambres muy salientes, sobrepasando la corola que casi siempre está cerrada.
Ahora es popular en cultivo como planta ornamental. Sus flores no se abren totalmente y ayudan a atraer mariposas y colibríes.

## Ecología
M. arboreus es la planta de acogida de las orugas de la mariposa Heliopetes macaira.

## Distribución y hábitat
Es originaria de América y se destribuye desde México hasta Chile. Presente en climas cálidos y semicálidos desde el nivel del mar hasta los 1865 metros, asociada a vegetación perturbada de bosques tropicales subcaducifolios, subperennifolios y perennifolios, pastizal, bosques de encino y de pino.

## Propiedades
Es preferentemente utilizado para la tos ferina. Como remedio a esta enfermedad, en Chiapas se usa el cocimiento de la flor acompañado de concha de armadillo, o el cocimiento de las flores y hojas.  Contra la tuberculosis o tos se toma un té elaborado con las flores y hojas que puede mezclarse con azúcar, sauco (Sambucus mexicana), cinco negritos (Lantana camara), hojas tiernas de durazno, de ciprés y de chicoria (spp. n/r).
Para utilizarlo como antiséptico urinario, por la mañana se corta una raíz en dos trozos, molido se hierve a fuego lento, tapando el recipiente hasta que se concentre; después de ponerlo al sereno por una noche, al día siguiente se bebe tres veces en un solo día, por la mañana, a mediodía y en la noche. Ese día, el paciente no debe comer nada.
Se bebe el cocimiento de las flores y hojas contra la disentería, en hemorragias de la nariz y calentura, o bien, es empleado para bañar niños recién nacidos. También se toma en enfermedades del riñón, mal de orín, como diurético y en casos de flujo blanco.
En la zona de la Huasteca veracruzana, las comunidades indígenas extraen la corteza de la planta para "fabricar" cuerdas de un solo uso, que utilizan para amarrar diversos objetos.
Historia
La única referencia la proporciona Maximino Martínez, que en el siglo XX la registra útil para las aftas, amigdalitis y como antidiarréico, antidisentérico, emoliente y pectoral.
Química
Se conoce muy poco acerca de la química de Malvaviscus arboreus. En las flores se ha identificado el flavonoide pelargonidina, y en la raíz, el esterol, beta sitosterol, además de la presencia de taninos.

## Taxonomía
Malvaviscus arboreus fue descrita por  Antonio José Cavanilles y publicado en Monadelphiae Classis Dissertationes Decem 3: 131–132. 1787.
Etimología
'Malvaviscus: nombre genérico que deriva de las palabras latínas malva que significa "malva", y víscus lo que significa "pegajosa", en referencia a la mucilaginosa savia producida por los miembros del género.
arboreus: epíteto latíno que se refiere al aspecto de árbol de una planta adulta. 
Variedades
- Malvaviscus arboreus var. arboreus
- Malvaviscus arboreus var. drummondii (Torr. & A.Gray) Schery (= Malvaviscus drummondii Torr. & A.Gray)[7]
- Malvaviscus arboreus var. mexicanus Schltdl.[8]

Sinonimia
- Achania coccinea Salisb.
- Achania malvaviscus (L.) Sw.
- Achania mollis Aiton
- Hibiscus coccineus Walter
- Hibiscus malvaviscus L.
- Malvaviscus acapulcensis Kunth
- Malvaviscus balbisii DC.
- Malvaviscus mollis (Aiton) DC.

var. mexicanus Schltdl.
- Achania ciliata Spreng.
- Achania pilosa Sw.
- Hibiscus nutans Sessé & Moc.
- Hibiscus pilosus (Sw.) Fawc. & Rendle
- Malvaviscus brevibracteatus Baker f.
- Malvaviscus brevipes Benth.
- Malvaviscus ciliatus DC.
- Malvaviscus conzattii Greenm.
- Malvaviscus grandiflorus Kunth
- Malvaviscus jordan-mottii Millsp.
- Malvaviscus oligotrichus Turcz.
- Malvaviscus pentacarpus Moc. & Sessé ex DC.
- Malvaviscus pilosus (Sw.) DC.
- Malvaviscus pulvinatus A.Rich.
- Malvaviscus rivularis Brandegee
- Malvaviscus sagranus A.Rich.
- Malvaviscus sepium Schltdl.
- Pavonia spiralis Cav.[9]

## Nombres comunes
- majagüillo[10]
- En México: chocho, manzanilla, manzanita de pollo, manzanita, manzanito, monacillo, tulipán, tulipán de monte, tulipancillo, tulipancillo de monte[5],chile.
- En Colombia: pinocho, malvavisco